# Anita Poláčková
Anita Poláčková (* 27. Mai 2003) ist eine tschechische Handballspielerin.

## Karriere

### Im Verein
Anita Poláčková spielte in Tschechien für DHK Zora Olomounc. 2022 wechselte sie zum deutschen Erstligisten Sport-Union Neckarsulm. Im Februar 2023 wurde sie für die restliche Saison mit einem Zweitspielrecht für den Zweitligisten Kurpfalz Bären ausgestattet. Im Februar 2024 wechselte sie mit sofortiger Wirkung zum Bundesligisten TuS Metzingen. Mit Metzingen gewann sie 2024 den DHB-Pokal. Ab Sommer 2024 unterschrieb sie einen Vertrag beim Erstligaabsteiger HSG Bad Wildungen. Nachdem sie mit Wildungen in die 3. Liga abgestiegen war, wechselte sie im Sommer 2025 zum Zweitligisten TuS Lintfort.

### In Auswahlmannschaften
Am 1. November 2022 gab sie ihr Debüt für die tschechische Nationalmannschaft gegen Ägypten.